# آمپرسنج

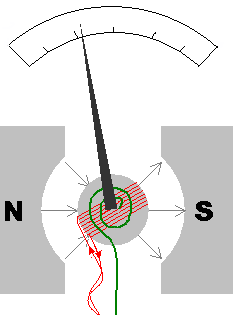
سیمی که حامل جریانی است که قرار است اندازه‌گیری شود. فنر

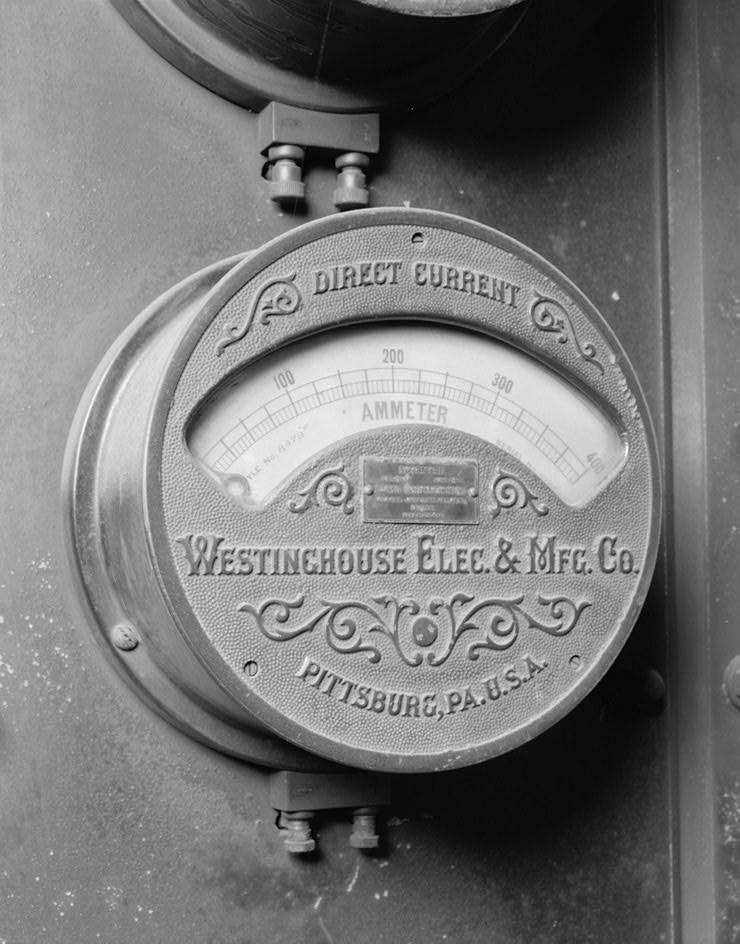

آمپرمتر یا آمپرسنج (انگلیسی: Amperemeter یا Ammeter)، ابزاری برای اندازه‌گیری جریان در مدار است.
آمپر، یکای جریان الکتریکی در سیستم SI است که به افتخار آندره ماری آمپر (Ampère 1836-1775) نامیده شده‌است.
بر اساس تعریف، یک آمپر، عبور یک کولن بار الکتریکی در یک ثانیه است.
آمپرسنج باید سری در مدار قرار گیرد،و اگر به اشتباه موازی قرار گیرد با اتصال کوتاه بین دو نقطه پروب دستگاه جریان را در مدار قطع میکند،یعنی باعث میشود کل جریان از مسیر کم مقاومت آمپرسنج عبور کند.مقاومت آمپرسنج ایده‌آل صفر و مقاومت آمپرسنج استاندارد نزدیک به صفر (در حد رسانای فلزی مانند مس) است.

## تاریخچه ساخت آمپرمتر
در ۱۸۲۰ هانس کریستین اورستد رابطه جریان الکتریکی و میدان مغناطیسی را کشف کرد. او در آزمایش، قطب‌نما را کنار سیم جریان‌دار گذاشت و تغییرات جریان را ثبت کرد.
گالوانومتر Galvanometer یک تبدیل‌گر آنالوگ الکترومکانیکی‌ست. عقربه این دستگاه در واکنش به جریان الکتریکی در سیم‌پیچی که در میدان مغناطیسی قرار دارد، حرکت می‌کند. گالوانومتر نخستین ابزاری بود که برای تشخیص و اندازه‌گیری جریان الکتریکی به‌کار رفت. لوییجی گالوانی دانشمند ایتالیایی سازنده این دستگاه، با بالا بردن دقت و حساسیت گالوانومتر از این دستگاه برای تشخیص سیگنال‌های زیردریایی و کشف فعالیت‌های الکتریکی قلب و مغز استفاده کرد.
رئوسکوپ ابزار دیگریست که چالز وتسون در ۱۸۴۰ ساخت. این ابزار بعدها با برخی تغییرات به شکل رئوستا برای تنظیم جریان الکتریکی معرفی شد.
از ابزارهای سنجش شدت جریان الکتریکی در تاریخ می‌توان به‌ترتیب، آمپرسنج سیم‌پیچ‌دار، آهنربایی، الکترودینامیکی، آمپرسنج سیم داغ، آمپرمتر دیجیتال و پیکومتریک، برای سنجش جریان‌های کم را برشمرد.

## انواع آمپرمتر
آمپرمترهای امروزی از نظر عمل‌کرد به انواع زیر تقسیم می‌شوند:
1. سیم‌پیچ متحرک (Moving coil)
2. آهنربای متحرک (Moving magnet)
3. الکترودینامیکی (Electrodynamic)
4. آهن متحرک (Moving iron)
5. سیم داغ (Hot wire)
6. دیجیتالی (Digital)
7. انتگرالی (Integrating)

### آمپرمتر سیم‌پیچ متحرک (Moving coil)
گالوانومتر نوعی از آمپرمترهای سیم‌پیچ متحرک است که با استفاده از انحراف مغناطیسی، جریان سیم‌پیچ باعث حرکت آن در جهت میدان مغناطیسی می‌شود. حالت پیشرفته این آمپرمتر-که ادوارد وتستون ساخت-با استفاده از فنر مارپیچی، نیروی بازگرداننده، تولید می‌کند. فاصله هوایی هسته آهنی و قطب‌های آهنربای دائمی، باعث می‌شود که انحراف عقربه به صورت خطی متناسب با جریان باشد. این آمپرمترها با انحراف کامل عقربه، جریان‌هایی از ۲۵ میکروآمپر تا ۱۰ میلی‌آمپر را اندازه می‌گیرند.
از آنجا که میدان مغناطیسی، دو قطب دارد، عقربه آمپرمتر در جهت عکس جریان منحرف می‌شود؛ بنابراین آمپرمترهای جریان مستقیم، به جهت جریان حساس هستند و ترمینال (ورودی) مثبت و منفی دارند و برخی به صورت صفر-وسط ساخته می‌شوند که بتوانند در هر دو جهت جریان را نمایش دهند. آمپرمترهای سیم‌پیچ متحرک را می‌توان با افزودن یک‌سوساز طوری ساخت که مقدار مؤثر جریان متناوب را نمایش دهند (مقدار متوسط جریان متناوب، صفر است).